# إيمي هانت
إيمي هانت (من مواليد 15 مايو 2002) هي عداءة بريطانية فازت بميداليتين ذهبيتين في بطولة أوروبا لألعاب القوى تحت 20 سنة 2019 في كل من سباق 200 متر وسباق 4 × 100 متر تتابع. وهي تحمل الرقم القياسي العالمي لسباق 200 متر للسيدات تحت 18 سنة، والذي سجلته في يونيو 2019 بزمن 22.42 ثانية. فازت هانت بأول لقب لها كجزء من فريق بريطانيا العظمى للسيدات في سباق 4 × 100 متر والذي حصل على الميدالية الذهبية في بطولة أوروبا لألعاب القوى 2024 في روما في 12 يونيو 2024. في وقت لاحق من ذلك الشهر، احتلت المركز الثاني في سباق 100 متر في بطولة ألعاب القوى البريطانية 2024 في مانشستر. تم اختيار هانت ضمن تشكيلة بريطانيا العظمى لسباق 4 × 100 متر تتابع في دورة الألعاب الأولمبية الصيفية 2024 وساعدت الفريق على الفوز بالميدالية الفضية.